# HD122370
HD122370 — хімічно пекулярна зоря спектрального класу F0, що має видиму зоряну величину в смузі V приблизно  8,7.
Вона  розташована на відстані близько 658,9 світлових років від Сонця.